# Inge Bråten
Inge Vidar Bråten (* 31. Juli 1948 in Rena, Hedmark, Norwegen; † 13. April 2012) war ein norwegischer Skilanglauftrainer und seit 2010 Sportmoderator auf Eurosport.

## Karriere
Inge Bråten übernahm von 1990 bis 1994 die norwegische Skilanglaufmannschaft und konnte mit Athleten wie Bjørn Dæhlie, Vegard Ulvang und Thomas Alsgaard bei Weltmeisterschaften und Olympiaden 15 Goldmedaillen gewinnen. Zwischen 2005 und 2007 trainierte er auch die schwedische Skilanglaufmannschaft und konnte mit ihr bei den Olympischen Winterspielen 2006 drei Goldmedaillen gewinnen. Er betreute auch die kanadische und schweizerische Nationalmannschaft.
Inge Bråten starb an den Folgen seiner Krebs-Erkrankung am 13. April 2012 im Krankenhaus.